# Roumagne
Roumagne est une commune du sud-ouest de la France, située dans le département de Lot-et-Garonne (région Nouvelle-Aquitaine).

## Géographie

### Localisation
Commune de Guyenne située sur la Dourdenne affluent du Dropt à 3 km au nord-ouest de Miramont-de-Guyenne.

### Communes limitrophes
Les communes limitrophes sont Puysserampion, Agnac, Allemans-du-Dropt, Miramont-de-Guyenne, Moustier, Saint-Pardoux-Isaac et La Sauvetat-du-Dropt.
| Moustier          | La Sauvetat-du-Dropt | Agnac               |
| Allemans-du-Dropt | Roumagne             | Saint-Pardoux-Isaac |
| Puysserampion     | Miramont-de-Guyenne  |                     |

### Climat
Pour des articles plus généraux, voir Climat de la Nouvelle-Aquitaine et Climat de Lot-et-Garonne.
Historiquement, la commune est exposée à un climat océanique aquitain.  
En 2020, Météo-France publie une typologie des climats de la France métropolitaine dans laquelle la commune est exposée à un climat océanique et est dans la région climatique Aquitaine, Gascogne, caractérisée par une pluviométrie abondante au printemps, modérée en automne, un faible ensoleillement au printemps, un été chaud (19,5 °C), des vents faibles, des brouillards fréquents en automne et en hiver et des orages fréquents en été (15 à 20 jours).
Pour la période 1971-2000, la température annuelle moyenne est de 13 °C, avec une amplitude thermique annuelle de 15,4 °C. Le cumul annuel moyen de précipitations est de 786 mm, avec 10,6 jours de précipitations en janvier et 6,5 jours en juillet. Pour la période 1991-2020, la température moyenne annuelle observée sur la station météorologique la plus proche, située sur la commune de Verteuil-d'Agenais à 18 km à vol d'oiseau, est de 13,8 °C et le cumul annuel moyen de précipitations est de 821,3 mm,. Pour l'avenir, les paramètres climatiques de la commune estimés pour 2050 selon différents scénarios d’émission de gaz à effet de serre sont consultables sur un site dédié publié par Météo-France en novembre 2022.

## Urbanisme

### Typologie
Au 1er janvier 2024, Roumagne est catégorisée commune rurale à habitat dispersé, selon la nouvelle grille communale de densité à sept niveaux définie par l'Insee en 2022.
Elle appartient à l'unité urbaine de Miramont-de-Guyenne, une agglomération intra-départementale regroupant trois  communes, dont elle est une commune de la banlieue,,. Par ailleurs la commune fait partie de l'aire d'attraction de Marmande, dont elle est une commune de la couronne,. Cette aire, qui regroupe 48 communes, est catégorisée dans les aires de 50 000 à moins de 200 000 habitants,.

### Occupation des sols

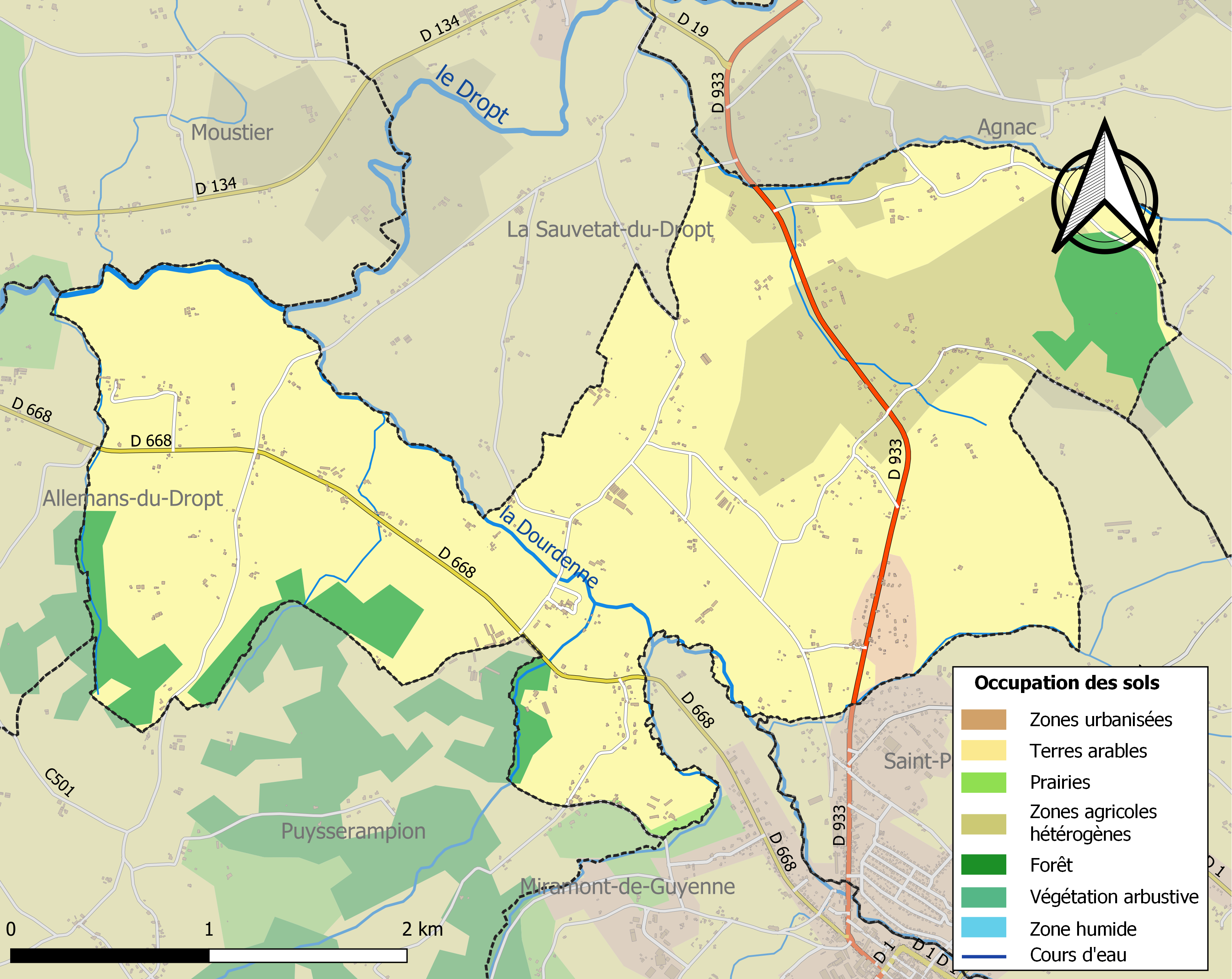
Carte des infrastructures et de l'occupation des sols de la commune en 2018 (CLC).

L'occupation des sols de la commune, telle qu'elle ressort de la base de données européenne d’occupation biophysique des sols Corine Land Cover (CLC), est marquée par l'importance des territoires agricoles (91,1 % en 2018), en diminution par rapport à 1990 (92,6 %). La répartition détaillée en 2018 est la suivante : 
terres arables (75,2 %), zones agricoles hétérogènes (15,7 %), forêts (7,3 %), zones urbanisées (1,5 %), prairies (0,2 %). L'évolution de l’occupation des sols de la commune et de ses infrastructures peut être observée sur les différentes représentations cartographiques du territoire : la carte de Cassini (XVIIIe siècle), la carte d'état-major (1820-1866) et les cartes ou photos aériennes de l'IGN pour la période actuelle (1950 à aujourd'hui).

### Risques majeurs
Le territoire de la commune de Roumagne est vulnérable à différents aléas naturels : météorologiques (tempête, orage, neige, grand froid, canicule ou sécheresse), inondations, mouvements de terrains et séisme (sismicité très faible). Il est également exposé à un risque technologique,  le transport de matières dangereuses. Un site publié par le BRGM permet d'évaluer simplement et rapidement les risques d'un bien localisé soit par son adresse soit par le numéro de sa parcelle.

#### Risques naturels
Certaines parties du territoire communal sont susceptibles d’être affectées par le risque d’inondation par une crue à  débordement lent de cours d'eau, notamment le Dropt et la Dourdenne. La commune a été reconnue en état de catastrophe naturelle au titre des dommages causés par les inondations et coulées de boue survenues en 1982, 1983, 1994, 1999, 2009 et 2021,.
Les mouvements de terrains susceptibles de se produire sur la commune sont des tassements différentiels.

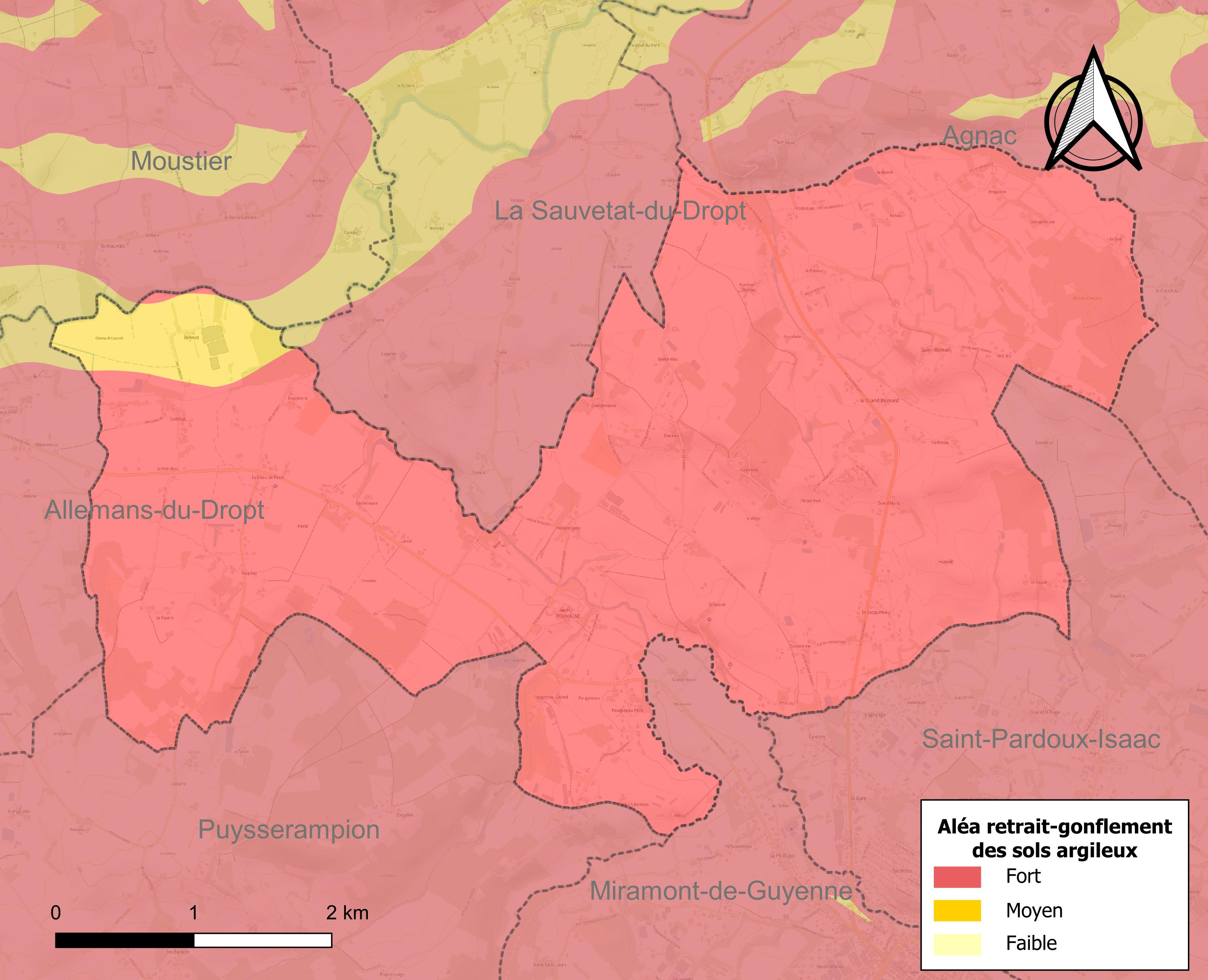
Carte des zones d'aléa retrait-gonflement des sols argileux de Roumagne.

Le retrait-gonflement des sols argileux est susceptible d'engendrer des dommages importants aux bâtiments en cas d’alternance de périodes de sécheresse et de pluie. La totalité de la commune est en aléa moyen ou fort (91,8 % au niveau départemental et 48,5 % au niveau national). Depuis le 1er octobre 2020, en application de la loi ELAN, différentes contraintes s'imposent aux vendeurs, maîtres d'ouvrages ou constructeurs de biens situés dans une zone classée en aléa moyen ou fort,.
Concernant les mouvements de terrains, la commune a été reconnue en état de catastrophe naturelle au titre des dommages causés par la sécheresse en 1989, 1991 et 2011 et par des mouvements de terrain en 1999.

## Histoire
L'origine du nom Roumagne viendrait de « Romania » signifiant « propriété romaine ».
Il existait à Roumagne le château de Madaillan (à distinguer de Madaillan, longtemps aux mains de la famille du Fossat), siège d'une ancienne baronnie qui fut le berceau de la famille de Madaillan.

## Politique et administration
| Période                                  | Période   | Identité     | Étiquette | Qualité                   |
| ---------------------------------------- | --------- | ------------ | --------- | ------------------------- |
| Les données manquantes sont à compléter. |           |              |           |                           |
|                                          |           |              |           |                           |
| mars 1977                                | mars 2001 | Pierre Périé | UDF       | Conseiller général        |
| mars 2001                                | mars 2008 | Max Vasseaud |           |                           |
| mars 2008 (réélu en mai 2020)            | En cours  | Éric Trellu  |           | Technicien de maintenance |

## Démographie
L'évolution du nombre d'habitants est connue à travers les recensements de la population effectués dans la commune depuis 1800. Pour les communes de moins de 10 000 habitants, une enquête de recensement portant sur toute la population est réalisée tous les cinq ans, les populations de référence des années intermédiaires étant quant à elles estimées par interpolation ou extrapolation. Pour la commune, le premier recensement exhaustif entrant dans le cadre du nouveau dispositif a été réalisé en 2008.

En 2022, la commune comptait 529 habitants, en évolution de −3,99 % par rapport à 2016 (Lot-et-Garonne : −0,18 %, France hors Mayotte : +2,11 %).
| 1800 | 1806 | 1821 | 1831 | 1836 | 1841 | 1846 | 1851 | 1856 |
| ---- | ---- | ---- | ---- | ---- | ---- | ---- | ---- | ---- |
| 590  | 636  | 610  | 634  | 579  | 626  | 633  | 640  | 630  |

| 1861 | 1866 | 1872 | 1876 | 1881 | 1886 | 1891 | 1896 | 1901 |
| ---- | ---- | ---- | ---- | ---- | ---- | ---- | ---- | ---- |
| 590  | 570  | 561  | 533  | 512  | 519  | 516  | 478  | 466  |

| 1906 | 1911 | 1921 | 1926 | 1931 | 1936 | 1946 | 1954 | 1962 |
| ---- | ---- | ---- | ---- | ---- | ---- | ---- | ---- | ---- |
| 443  | 446  | 379  | 405  | 427  | 422  | 418  | 418  | 434  |

| 1968 | 1975 | 1982 | 1990 | 1999 | 2006 | 2008 | 2013 | 2018 |
| ---- | ---- | ---- | ---- | ---- | ---- | ---- | ---- | ---- |
| 438  | 524  | 589  | 531  | 525  | 539  | 542  | 558  | 533  |

| 2022 | - | - | - | - | - | - | - | - |
| ---- | - | - | - | - | - | - | - | - |
| 529  | - | - | - | - | - | - | - | - |

## Culture locale et patrimoine

### Lieux et monuments

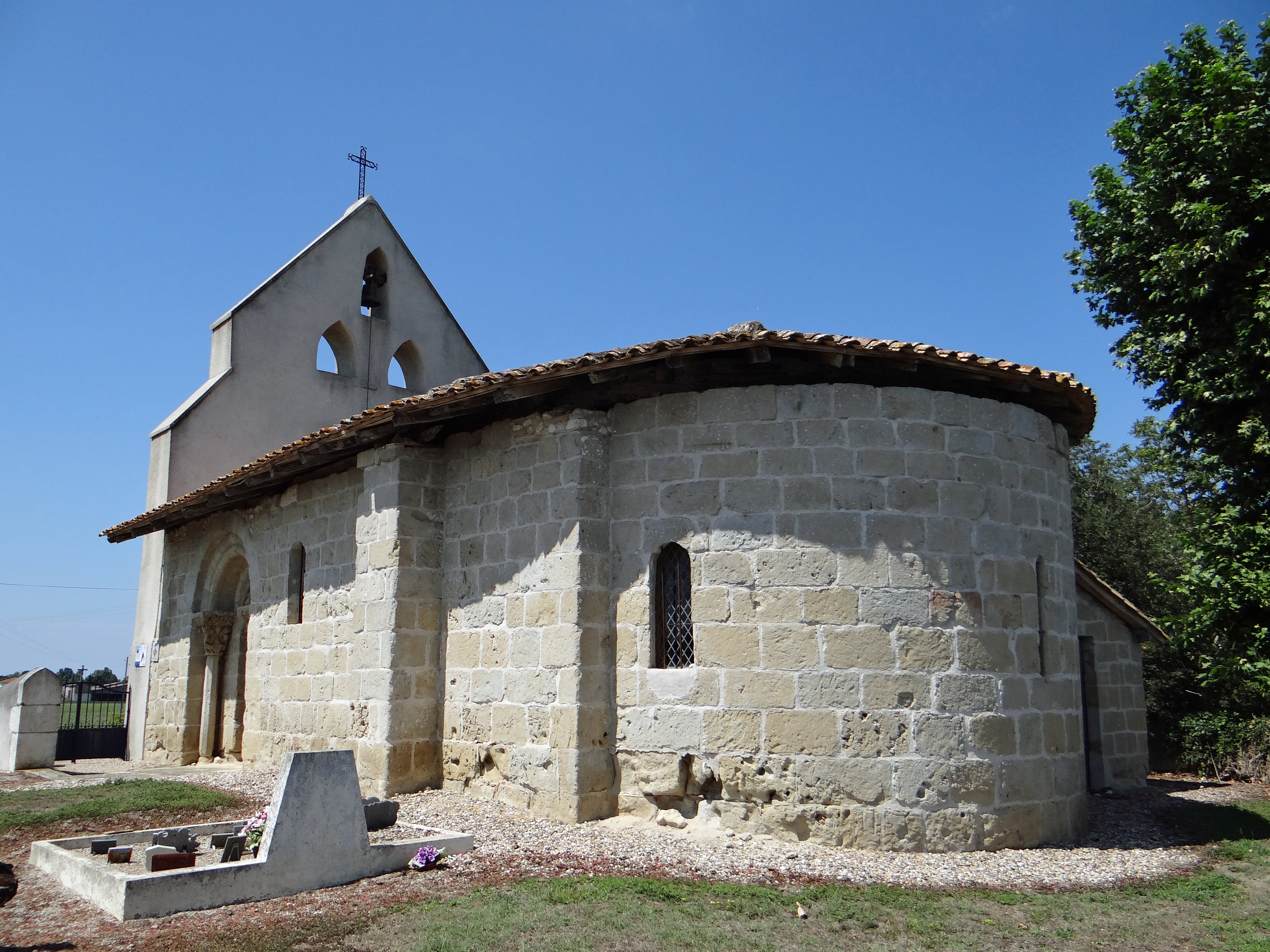
L'église Saint-Martin de Cadillac.

- Église Saint-Saturnin de Roumagne, de style gothique.
- Église Saint-Martin de Cadillac (bourg de Cadillac) du XIIe siècle, inscrite au titre des monuments historiques 2011[28].
- Église Saint-Romain de Saint-Romain du XIIe siècle.
- Château de Frémauret du XIVe siècle et de la période Renaissance.

### Personnalités liées à la commune
- Pierrick Fédrigo, coureur cycliste français.

### Héraldique
| Blason de Roumagne | Blason  | Tiercé en fasce : au premier de sinople aux deux fasces ondées d'argent, à l'église d'or brochant sur le tout, au deuxième d'azur au léopard d'or, couronné, armé et lampassé de gueules, au troisième de sinople aux deux églises d'or. Devise / Cri"Vim unctio facit" |
| Blason de Roumagne | Détails | Le statut officiel du blason reste à déterminer. |